# رضا دورميزي
رضا دورميزي (بالدنماركية: Riza Durmisi)‏ (8 يناير 1994 بكوبنهاغن في الدنمارك - ) هو لاعب كرة قدم دانمركي من أصل ألباني في مركز الظهير. شارك مع منتخب الدنمارك تحت 16 سنة لكرة القدم ومنتخب الدنمارك تحت 17 سنة لكرة القدم ومنتخب الدنمارك تحت 19 سنة لكرة القدم ومنتخب الدنمارك تحت 21 سنة لكرة القدم ومنتخب الدنمارك لكرة القدم. أما مع النوادي، فقد لعب مع ريال بيتيس ونادي بروندبي.

## مسيرته الكروية
لعب رضا دورميزي خلال مسيرته الاحترافية مع 4 أندية في تسعة مواسم وسجل خلالها 10 أهداف ضمن 157 مباراة. حيث فاز في موسم واحد بالكأس ولم يفز بأي دوري.
خاض رضا دورميزي مسيرته مع نادي بروندبي في موسم 2012–13 ليلعب معه أربعة مواسم، مشاركًا في 92 مباراة سجل خلالها 7 أهداف. ثم انتقل إلى نادي ريال بيتيس في موسم 2016–17 ولمدة موسمين، حيث شارك في 51 مباراة سجل خلالها 3 أهداف. لينتقل بعدها إلى نادي لاتسيو في موسم 2018–19 ولمدة موسمين، مشاركًا في 10 مباريات ولم يسجل أي هدف. ثم انتقل إلى نادي نيس في موسم 2019–20 لمدة موسم واحد، مشاركًا في 4 مباريات ولم يسجل أي هدف أيضًا.

## وصلات خارجية
- رضا دورميزي على موقع الاتحاد الأوربي (الإنجليزية)
- رضا دورميزي على موقع قاعدة بيانات كرة القدم.إي يو (الإنجليزية)
- رضا دورميزي على موقع ناشيونال فوتبول تيمز (الإنجليزية)
- رضا دورميزي على موقع Soccerbase.com (لاعب) (الإنجليزية)
- رضا دورميزي على موقع Soccerway.com (الإنجليزية)
- رضا دورميزي على موقع عالم كرة القدم.نت (الإنجليزية)
- رضا دورميزي على موقع AS.com (الإسبانية)